# Jennifer Carroll
Ne doit pas être confondu avec Jennifer Carroll (femme politique).
 (avril 2020).
Si vous disposez d'ouvrages ou d'articles de référence ou si vous connaissez des sites web de qualité traitant du thème abordé ici, merci de compléter l'article en donnant les références utiles à sa vérifiabilité et en les liant à la section « Notes et références ».
Jennifer Carroll, née le 4 juin 1981 à Montréal, est une nageuse canadienne. Elle est en 2008 la seule nageuse canadienne en activité à détenir un titre de championne mondiale.

## Débuts précoces
Née à Montréal, elle commence la natation à l'âge de 6 ans. Elle débute ses premiers Jeux du Québec trois ans plus tard, puis y participe encore trois fois.
Actuellement étudiante au baccalauréat en administration des affaires à l'Université du Québec à Trois-Rivières.
Elle s'entraîne présentement au Club Aquatique de Montréal sous la supervision de l'entraîneur par excellence Claude St-Jean.

## Les championnats du Monde
Pour ses premiers championnats du monde, Jennifer se rend au Japon pour les Championnats du monde de natation 2001. Très nerveuse, elle récolte une 30e position. 
Spécialiste du bassin de 25 m, elle remporte l'or mondial du 50 m dos, en 2002 à Moscou. Un moment d'une grande intensité pour la jeune femme. L'année suivante, elle termine à la 4e place de la finale du 50 m dos (bassin de 50 m), à Barcelone. 
De retour dans sa ville natale pour les championnats du monde de 2005, elle se place 18e à quelques centièmes de la demi-finale.
En 2008, elle participa aux Championnats du monde à Manchester, en Grande-Bretagne. Elle s'est classée 7e, 13e et 15e respectivement au 50 dos, 100 dos et 50 papillon.

## Championnats du monde universitaire
En 2006, loin d'être désemparée par cette contre-performance, pour sa première participation à cette compétition, elle remporte la médaille d'argent du 50m dos aux championnats du monde universitaire, à Izmir (Turquie).
Sa distance de prédilection n'étant pas olympique, Jennifer nage le 100 m dos à la sélection des Jeux olympiques d'Athènes et échoue à quelques centièmes.

## L'affaire du drapeau québécois
En 2002, lors de la remise de sa médaille d'argent aux Jeux du Commonwealth, elle brandit un petit drapeau du Québec, afin de remercier ses sponsors. Indigné, l'entraîneur-chef de l'équipe canadienne de natation adresse une lettre au comité de discipline de la Fédération, leur enjoignant de suspendre la nageuse pour une période de six mois. Bien que le comité rejette cette recommandation, Jennifer Carroll  est obligée d'offrir une lettre d'excuses à tous les athlètes de l'équipe et à l'organisation des Jeux du Commonwealth. De plus Carroll se fait retirer son allocation mensuelle par Natation Canada
«Je n'éprouve aucun regret pour ce que j'ai fait. On m'a accusée à tort d'avoir commis un geste politique, alors que ce n'était qu'un signe de remerciement envers mes commanditaires», précise-t-elle. Dans son rapport, l'entraîneur-chef, M. Johnson soutient que le petit fleurdelisé que brandissait la nageuse a rendu malade l'équipe canadienne. Il écrit que ce geste était égoïste, irrespectueux, fâcheux et le plus embarrassant qu'il ait vu par un nageur pendant toutes ses années dans le sport